# Crotalaria albida
Crotalaria albida är en ärtväxtart som beskrevs av Albrecht Wilhelm Roth. Crotalaria albida ingår i släktet sunnhampor, och familjen ärtväxter. IUCN kategoriserar arten globalt som livskraftig. Inga underarter finns listade i Catalogue of Life.